# Kanadas Grand Prix 1988

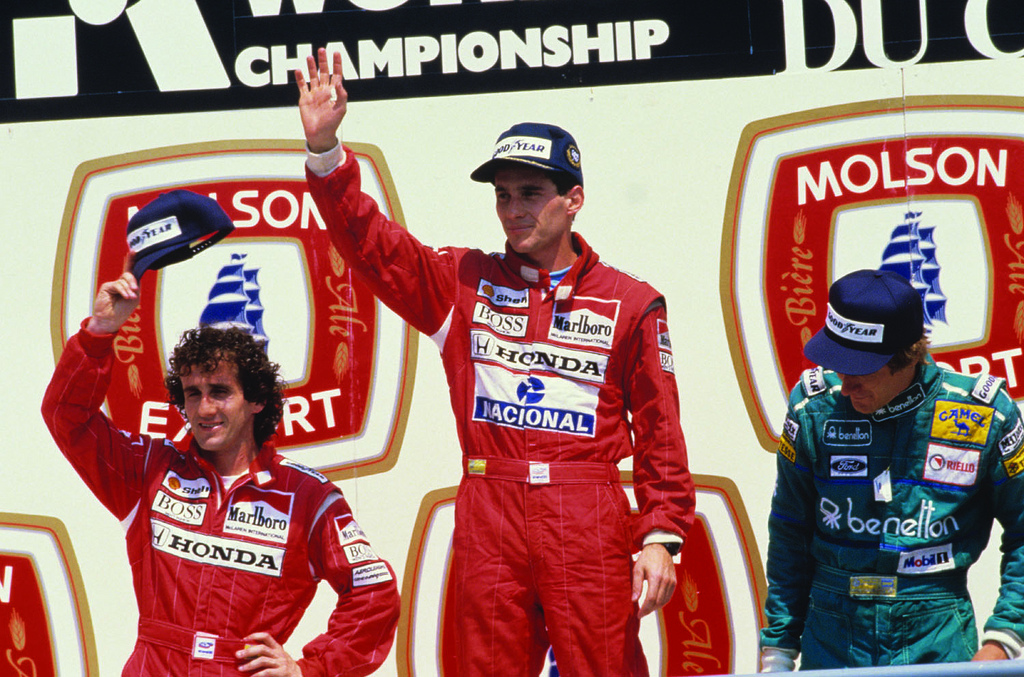
Senna Prost och Boutsen på prispallen.

Kanadas Grand Prix 1988, officiellt XXVI Molson Grand Prix du Canada, var ett Formel 1-lopp som kördes 12 juni 1988 på Circuit Gilles Villeneuve i Montréal i Kanada. Loppet var det femte av sammanlagt sexton deltävlingar ingående i Formel 1-säsongen 1988 och kördes över 69 varv.

## Resultat
1. Ayrton Senna, McLaren-Honda, 9 poäng
2. Alain Prost, McLaren-Honda, 6
3. Thierry Boutsen, Benetton-Ford, 4
4. Nelson Piquet, Lotus-Honda, 3
5. Ivan Capelli, March-Judd, 2
6. Jonathan Palmer, Tyrrell-Ford, 1
7. Derek Warwick, Arrows-Megatron
8. Gabriele Tarquini, Coloni-Ford
9. Andrea de Cesaris, Rial-Ford (varv 66, bränslebrist)
10. Philippe Alliot, Larrousse (Lola-Ford) (66, elsystem)
11. Satoru Nakajima, Lotus-Honda
12. Stefano Modena, EuroBrun-Ford
13. Luis Pérez Sala, Minardi-Ford
14. Piercarlo Ghinzani, Zakspeed (63, motor)

### Förare som bröt loppet
- Mauricio Gugelmin, March-Judd (varv 54, växellåda)
- Philippe Streiff, AGS-Ford (41, upphängning)
- Rene Arnoux, Ligier-Judd (36, transmission)
- Michele Alboreto, Ferrari (33, motor)
- Riccardo Patrese, Williams-Judd (32, motor)
- Eddie Cheever, Arrows-Megatron (31, gasspjäll)
- Nigel Mansell, Williams-Judd (28, motor)
- Stefan "Lill-Lövis" Johansson, Ligier-Judd (24, motor)
- Gerhard Berger, Ferrari (22, elsystem)
- Alessandro Nannini, Benetton-Ford (15, tändning)
- Oscar Larrauri, EuroBrun-Ford (8, chassi)
- Julian Bailey, Tyrrell-Ford (0, kollision)

### Förare som ej kvalificerade sig
- Adrian Campos, Minardi-Ford
- Nicola Larini, Osella
- Yannick Dalmas, Larrousse (Lola-Ford)
- Bernd Schneider, Zakspeed

### Förare som ej förkvalificerade sig
- Alex Caffi, BMS Scuderia Italia (Dallara-Ford)

## VM-ställning
| Förarmästerskapet 1. Alain Prost, McLaren-Honda, 39 2. Ayrton Senna, McLaren-Honda, 24 3. Gerhard Berger, Ferrari, 18 | Konstruktörsmästerskapet 1. McLaren-Honda, 63 2. Ferrari, 27 3. Lotus-Honda, 12 |